# 蔡鐸
蔡鐸（琉球語：／  ?；1645年1月4日—1725年1月29日）和名志多伯天將（琉球語：〔〕／ ），琉球國大臣。他是金城親雲上梁澤之子，1652年成為福嶺親雲上蔡錦的養子。童名思德（琉球語：〔〕／ ）。
1677年奉尚貞王之命對《歷代寶案》進行修正。1697年對《中山世鑒》的漢文譯本進行補訂，並修撰《中山世譜》。生前多詩文，今已大部分殘缺。另有《中山詩文集》一部，收錄有他的作品。
蔡鐸欲立次子蔡溫（正妻真吳瑞之子）為嗣，遭真吳瑞反對，遂以長子蔡淵（側室眞多満之子）為嗣子。

## 家族
- 父 梁澤金城親雲上
- 養父 福嶺親雲上 蔡錦
- 正室
  - 真吳瑞
- 側室 
  - 眞多満
- 子女
  - 長子 蔡淵（側室眞多満所生）
  - 次子 蔡溫（正室真吳瑞所生）
  - 長女 思津奴（嫁都通事梁津，正室真吳瑞所生）松嘉寧）
  - 次女 松嘉寧（正室真吳瑞所生）
  - 三女 真慕達路（嫁魏士哲之子魏鳳，側室眞多満所生）